# Байраки
Байра́ки (укр. Байраки) — село в Герцаевской городской общине Черновицкого района Черновицкой области Украины.

## История
В 1946 году Указом ПВС УССР село с румынским названием Магошешти переименовано в Байраки.
В июле 1995 года Кабинет министров Украины утвердил решение о приватизации находившегося здесь совхоза.
Население по переписи 2001 года составляло 1868 человек.
До 2020 года входило в Герцаевский район